# Richard Debrunner
Richard Debrunner (ur. 3 listopada 1937 w Mettendorf w Turgowii) – szwajcarski zapaśnik walczący w stylu klasycznym. Olimpijczyk z Rzymu 1960, gdzie zajął siedemnaste miejsce w kategorii do 57 kg.

## Letnie Igrzyska Olimpijskie 1960
| Konkurencja          | Rundy eliminacyjne     | Rundy eliminacyjne          | Klas. końcowa |
| Konkurencja          | Przeciwnik I           | Przeciwnik II               | Miejsce       |
| -------------------- | ---------------------- | --------------------------- | ------------- |
| 57 kg styl klasyczny | Reino Tuominen (FIN) R | Gilberto Gramellini (ITA) P | 17.           |